# Condado de Linn (Kansas)
El condado de Linn (en inglés: Linn County), fundado en 1887, es uno de 105 condados del estado estadounidense de Kansas. En el año 2009, el condado tenía una población de 9,335 habitantes y una densidad poblacional de 6 personas por km². La sede del condado es Mound City. El condado recibe su nombre en honor a Lewis Fields Linn. El condado forma parte del área metropolitana de Kansas City.

## Geografía
Según la Oficina del Censo, el condado tiene un área total de 1570 km² (606,2 mi²), de la cual 1551 km² (598,8 mi²) es tierra y 20 km² (7,722007722008 mi²) (1.26%) es agua.

### Condados adyacentes
- Condado de Miami (norte)
- Condado de Bates, Misuri (este)
- Condado de Vernon, Misuri (sureste)
- Condado de Bourbon (sur)
- Condado de Allen (suroeste)
- Condado de Anderson (oeste)
- Condado de Franklin (noroeste)

## Demografía
Según la Oficina del Censo en 2000, los ingresos medios por hogar en el condado eran de $35,906, y los ingresos medios por familia eran $42,571. Los hombres tenían unos ingresos medios de $31,720 frente a los $22,287 para las mujeres. La renta per cápita para el condado era de $17,009. Alrededor del 11.00% de la población estaban por debajo del umbral de pobreza.

## Transporte

### Autopistas principales
- U.S. Route 40
- Ruta Estatal de Kansas 7
- Ruta Estatal de Kansas 52
- Ruta Estatal de Kansas 31
- Ruta Estatal de Kansas 152

## Localidades
Población estimada en 2004;
- Pleasanton, 1,370
- La Cygne, 1,123
- Mound City, 815 (sede)
- Linn Valley, 579
- Parker, 285
- Blue Mound, 284
- Prescott, 282

### Municipios
El condado de Linn está dividido entre 11 municipios. El condado no tiene a ninguna ciudad independiente a nivel de gobierno, y todos los datos de población para el censo e las ciudades son incluidas en el municipio.

## Educación

### Distritos escolares
- Pleasanton USD 344
- Jayhawk USD 346
- Prairie View USD 362